# Opération Peristerá
L'opération Peristerá, en grec moderne : Επιχείρηση Περιστερά, est une campagne militaire, qui se déroule du 22 décembre 1948 au 30 janvier 1949. pour le contrôle de la péninsule du Péloponnèse, dans le sud de la Grèce, pendant la guerre civile grecque. Son objectif est de nettoyer le Péloponnèse, en vue de l'effort offensif majeur que l'armée grecque a l'intention d'entreprendre au mont Vérno (el), afin de rétablir l'ordre dans le Péloponnèse et d'économiser des forces pour les opérations principales.

## Contexte
Au début de l'année 1947, la péninsule du Péloponnèse est relativement paisible, mais des combats ont finalement lieu à la fin de l'année. Tout au long de 1948, le contrôle communiste de l'intérieur de la péninsule rend les régions du centre et du sud inaccessibles au gouvernement. Les communistes fournissent un bon traitement aux habitants locaux dans les zones qu'ils contrôlent et la région souffre moins que d'autres parties de la Grèce.
La situation du Péloponnèse isole les communistes de leurs camarades du nord et du centre de la Grèce. Au cours de la campagne, la direction communiste, opérant dans le nord de la Grèce, subit une scission entre ceux qui sont fidèles à Márkos Vafiádis et la faction pro-soviétique du secrétaire général du Parti communiste de Grèce (KKE), Níkos Zachariádis, à la suite de la rupture Tito-Staline. Dans le même temps, les relations entre les communistes grecs et la Yougoslavie de Tito commencent à se dégrader.